# Olympische Sommerspiele 1976/Teilnehmer (Irland)
| Gelbes Symbol für Goldmedaillen mit stilisierten Olympischen Ringen | Graues Symbol für Silbermedaillen mit stilisierten Olympischen Ringen | Braundes Symbol für Bronzemedaillen mit stilisierten Olympischen Ringen |
| ------------------------------------------------------------------- | --------------------------------------------------------------------- | ----------------------------------------------------------------------- |
| —                                                                   | —                                                                     | —                                                                       |

Irland nahm an den Olympischen Sommerspielen 1976 in Montreal mit einer Delegation von 44 Athleten (41 Männer und 3 Frauen) an 34 Wettkämpfen in zehn Sportarten teil. Ein Medaillengewinn gelang keinem der Athleten.

## Teilnehmer nach Sportarten

### Bogenschießen
- James Conroy
Einzel: 29. Platz

### Boxen
- Brendan Dunne
Halbfliegengewicht: im Achtelfinale ausgeschieden

- David Larmour
Fliegengewicht: im Viertelfinale ausgeschieden

- Gerard Hamill
Leichtgewicht: in der 1. Runde ausgeschieden

- Christopher McLoughlin
Weltergewicht: in der 1. Runde ausgeschieden

- Brian Byrne
Halbmittelgewicht: im Achtelfinale ausgeschieden

### Kanu
- Declan Burns
Zweier-Kajak 500 m: im Viertelfinale ausgeschieden
Vierer-Kajak 1000 m: im Viertelfinale ausgeschieden

- Brendan O’Connell
Zweier-Kajak 500 m: im Viertelfinale ausgeschieden
Vierer-Kajak 1000 m: im Viertelfinale ausgeschieden

- Ian Pringle
Zweier-Kajak 1000 m: im Viertelfinale ausgeschieden
Vierer-Kajak 1000 m: im Viertelfinale ausgeschieden

- Howard Watkins
Zweier-Kajak 1000 m: im Viertelfinale ausgeschieden
Vierer-Kajak 1000 m: im Viertelfinale ausgeschieden

### Leichtathletik
Männer
- Niall O’Shaughnessy
800 m: im Vorlauf ausgeschieden
1500 m: im Vorlauf ausgeschieden

- Eamonn Coghlan
1500 m: 4. Platz

- Edward Leddy
5000 m: im Vorlauf ausgeschieden
10.000 m: im Vorlauf ausgeschieden

- Jim McNamara
Marathon: 39. Platz

- Daniel McDaid
Marathon: 42. Platz

- Neil Cusack
Marathon: 55. Platz

Frauen
- Mary Purcell
1500 m: im Vorlauf ausgeschieden

### Radsport
- Alan McCormack
Straßenrennen: Rennen nicht beendet

- Oliver McQuaid
Straßenrennen: Rennen nicht beendet

### Reiten
- Gerry Sinnott
Vielseitigkeit: 6. Platz
Vielseitigkeit Mannschaft: ausgeschieden

- Eric Horgan
Vielseitigkeit: 15. Platz
Vielseitigkeit Mannschaft: ausgeschieden

- Ronnie McMahon
Vielseitigkeit: ausgeschieden
Vielseitigkeit Mannschaft: ausgeschieden

- Norman van de Vater
Vielseitigkeit: ausgeschieden
Vielseitigkeit Mannschaft: ausgeschieden

### Rudern
- Seán Drea
Einer: 4. Platz

- Martin Feeley
Vierer ohne Steuermann: im Viertelfinale ausgeschieden

- Iain Kennedy
Vierer ohne Steuermann: im Viertelfinale ausgeschieden

- Jaye Renehan
Vierer ohne Steuermann: im Viertelfinale ausgeschieden

- Andy McDonough
Vierer ohne Steuermann: im Viertelfinale ausgeschieden

- Mick Ryan
Vierer mit Steuermann: 7. Platz

- Jim Muldoon
Vierer mit Steuermann: 7. Platz

- Willie Ryan
Vierer mit Steuermann: 7. Platz

- Christy O’Brien
Vierer mit Steuermann: 7. Platz

- Liam Redmond
Vierer mit Steuermann: 7. Platz

### Schießen
- Richard Flynn
Trap: 15. Platz

### Schwimmen
Männer
- Kevin Williamson
200 m Freistil: im Vorlauf ausgeschieden
400 m Freistil: im Vorlauf ausgeschieden
1500 m Freistil: im Vorlauf ausgeschieden

- Robert Howard
100 m Rücken: im Vorlauf ausgeschieden
100 m Schmetterling: im Vorlauf ausgeschieden

Frauen
- Deirdre Sheehan
100 m Freistil: im Vorlauf ausgeschieden
200 m Freistil: im Vorlauf ausgeschieden
100 m Rücken: im Vorlauf ausgeschieden

- Miriam Hopkins
200 m Schmetterling: im Vorlauf ausgeschieden

### Segeln
- Peter Dix
470er: 23. Platz

- Robert Dix
470er: 23. Platz

- David Wilkins
Tempest: 11. Platz

- Derek Jago
Tempest: 11. Platz

- James Wilkinson
Flying Dutchman: 19. Platz

- Barry O’Neill
Flying Dutchman: 19. Platz